# Ferrovia Grigny–Corbeil-Essonnes
La ferrovia Grigny–Corbeil-Essonnes (in francese Ligne de Grigny à Corbeil-Essonnes) è una linea ferroviaria francese che attraversa parte del dipartimento dell'Essonne.
Inaugurata in due fasi nel 1974 e nel 1975, la linea corre parallela alla linea Villeneuve-Saint-Georges-Montargis. Sebbene sia più lunga perché più tortuosa, ed è collegata ad essa ad entrambe le estremità. È uno dei principali rami meridionali della linea D RER e trasporta solo un traffico pendolare piuttosto intenso.

## Storia
Si tratta della prima linea passeggeri costruita dalla Société nationale des chemins de fer français (SNCF) dalla sua creazione nel 1938. 
La decisione di costruire la linea del “Plateau” fu presa alla fine degli anni '60 per sostenere lo sviluppo della nuova città di Évry, costruita su un altopiano che domina la riva sinistra della Senna. La cittadina era stata scelta per diventare il capoluogo del nuovo dipartimento dell'Essonne, nato dallo smembramento dei precedenti dipartimenti della Senna e della Seine-et-Oise. 
I lavori sono stati rallentati dalle difficoltà del terreno e dai vincoli urbanistici, ma sono comunque proceduti molto rapidamente. La linea è stata messa in servizio in due fasi. Il 16 febbraio 1974 è stato aperto il primo tratto fino alla stazione di Grigny-Centre, che funzionava come diramazione con un capolinea provvisorio sul binario 2. Il 28 novembre 1975 è stato attivato il resto della linea, che è stata aperta al pubblico il 6 dicembre successivo.